# Waldgebiet östlich von Lohra
Waldgebiet östlich von Lohra este o arie protejată (arie specială de conservare — SAC, sit de importanță comunitară — SCI) din Germania întinsă pe o suprafață de 82,19 ha, integral pe uscat.

## Localizare
Centrul sitului Waldgebiet östlich von Lohra este situat la coordonatele 50°44′07″N 8°39′31″E / 50.7353°N 8.6586°E.

## Înființare
Situl Waldgebiet östlich von Lohra a fost declarat sit de importanță comunitară în noiembrie 2004 pentru a proteja 3 specii de animale. Situl a fost protejat și ca arie specială de conservare în martie 2008.

## Biodiversitate
Situată în ecoregiunea continentală, aria protejată conține 1 habitat natural: Păduri de fag Luzulo-Fagetum.
La baza desemnării sitului se află mai multe specii protejate:
- mamifere (2): liliac cu urechi mari (Myotis bechsteinii), liliac comun (Myotis myotis)
- nevertebrate (1): rădașcă (Lucanus cervus)

Pe lângă speciile protejate, pe teritoriul sitului au mai fost identificate 6 specii de mamifere.